# Канет-д'ен-Беренгер
Канет-д'ен-Беренгер, Канет-де-Беренгер (валенс. Canet d'en Berenguer (офіційна назва), ісп. Canet de Berenguer) — муніципалітет в Іспанії, у складі автономної спільноти Валенсія, у провінції Валенсія. Населення — 5598 осіб (2010).

## Географія
Муніципалітет розташований на відстані близько 310 км на схід від Мадрида, 25 км на північний схід від Валенсії.
На території муніципалітету розташовані такі населені пункти: (дані про населення за 2010 рік)
- Канет-д'ен-Беренгер: 2586 осіб
- Плая-де-Канет: 3012 осіб

## Демографія
Динаміка населення (INE ):

## Галерея зображень

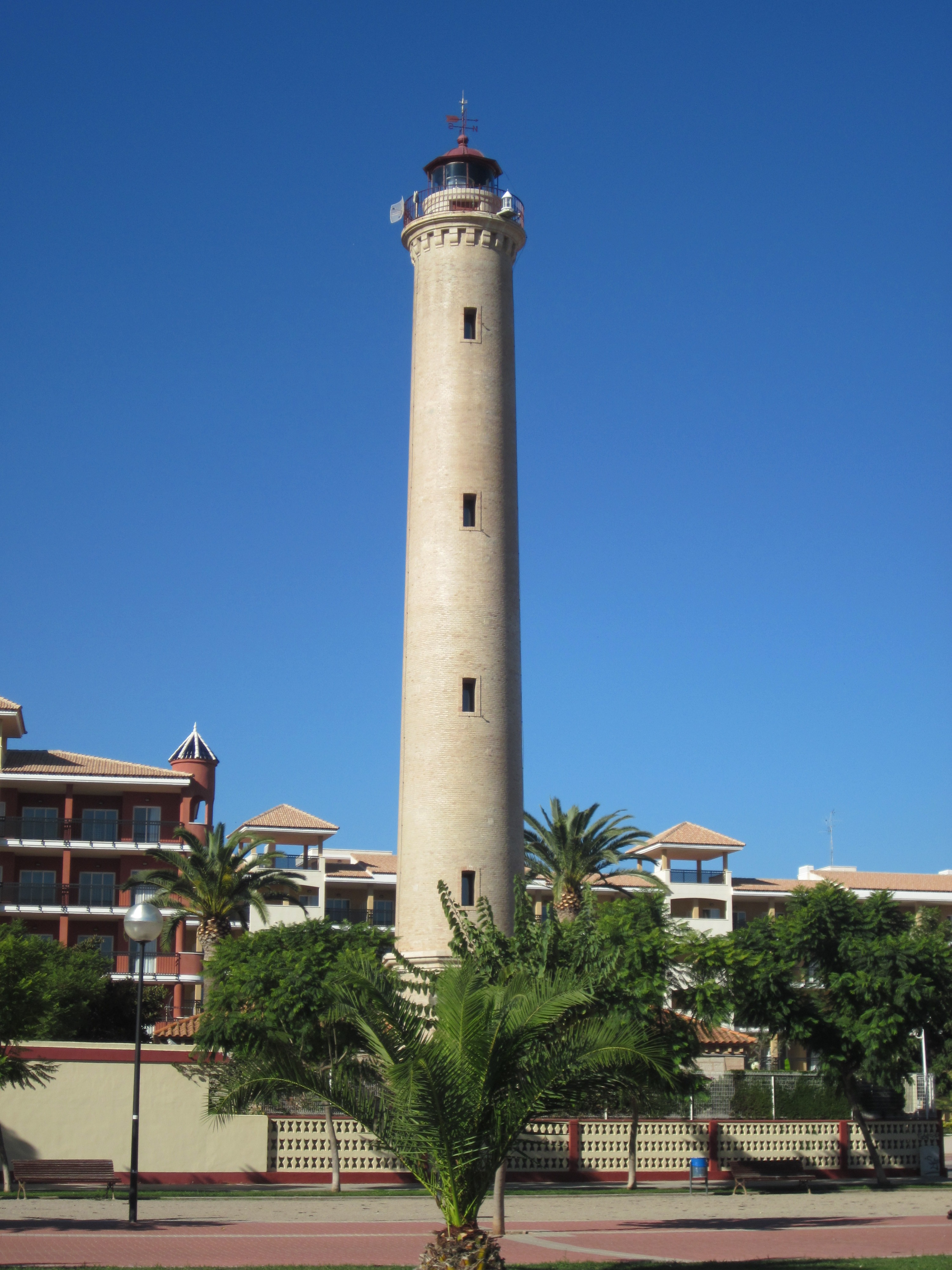
Канет-д'ен-Беренгер, маяк